# Chrysina laniventris
Chrysina laniventris är en skalbaggsart som beskrevs av Sturm 1843. Chrysina laniventris ingår i släktet Chrysina och familjen Rutelidae. Inga underarter finns listade i Catalogue of Life.